# Anomocala hopkinsi
Anomocala hopkinsi är en fjärilsart som beskrevs av Willie Horace Thomas Tams 1935. Anomocala hopkinsi ingår i släktet Anomocala och familjen nattflyn. Inga underarter finns listade i Catalogue of Life.